# Chocz
Chocz è un comune rurale polacco del distretto di Pleszew, nel voivodato della Grande Polonia.
Ricopre una superficie di 73,41 km² e nel 2004 contava 4 796 abitanti.